# 9950 ESA
9950 ESA là một tiểu hành tinh Amor. Nó bay quanh Mặt Trời theo chu kỳ 3.81 năm. Nó được phát hiện ngày 8 tháng 11 năm 1990 bởi C. Pollas Tên chỉ định của nó là "1990 VB".